# Sambucus peruviana
 (septembre 2023).
La mise en forme du texte ne suit pas les recommandations de Wikipédia : il faut le « wikifier ».
Les points d'amélioration suivants sont les cas les plus fréquents. Le détail des points à revoir est peut-être précisé sur la page de discussion.
- Les titres sont pré-formatés par le logiciel. Ils ne sont ni en capitales, ni en gras.
- Le texte ne doit pas être écrit en capitales (les noms de famille non plus), ni en gras, ni en italique, ni en « petit »…
- Le gras n'est utilisé que pour surligner le titre de l'article dans l'introduction, une seule fois.
- L'italique est rarement utilisé : mots en langue étrangère, titres d'œuvres, noms de bateaux, etc.
- Les citations ne sont pas en italique mais en corps de texte normal. Elles sont entourées par des guillemets français : « et ».
- Les listes à puces sont à éviter, des paragraphes rédigés étant largement préférés. Les tableaux sont à réserver à la présentation de données structurées (résultats, etc.).
- Les appels de note de bas de page (petits chiffres en exposant, introduits par l'outil «  Source ») sont à placer entre la fin de phrase et le point final[comme ça].
- Les liens internes (vers d'autres articles de Wikipédia) sont à choisir avec parcimonie. Créez des liens vers des articles approfondissant le sujet. Les termes génériques sans rapport avec le sujet sont à éviter, ainsi que les répétitions de liens vers un même terme.
- Les liens externes sont à placer uniquement dans une section « Liens externes », à la fin de l'article. Ces liens sont à choisir avec parcimonie suivant les règles définies. Si un lien sert de source à l'article, son insertion dans le texte est à faire par les notes de bas de page.
- La présentation des références doit suivre les conventions bibliographiques. Il est recommandé d'utiliser les modèles {{Ouvrage}}, {{Chapitre}}, {{Article}}, {{Lien web}} et/ou {{Bibliographie}}. Le mode d'édition visuel peut mettre en forme automatiquement les références.
- Insérer une infobox (cadre d'informations à droite) n'est pas obligatoire pour parachever la mise en page.

Pour une aide détaillée, merci de consulter Aide:Wikification.
Si vous pensez que ces points ont été résolus, vous pouvez retirer ce bandeau et améliorer la mise en forme d'un autre article.
Sauco
Espèce
Statut de conservation UICN

 LC  : Préoccupation mineure
Sambucus peruviana (connue aussi bien que tilo et sauco) est une espèce d'arbre de la famille Adoxaceae. Il est originaire de l'Amérique du Sud.

## Description
Arbres de jusqu'à 8 m, tronc irrégulier,. Feuilles composées, avec 7-9 folíolos ovado-oblongos, marge sciée, iota aigu, dos poilu,. Les inflorescences sont de 18-22 cm de longueur, avec des fleurs odorantes blanches,. Les fruits sont des baies noires de 1.2 cm de diamètre, avec 3 à 5 pépites,.

## Distribution et habitat
Sambucus peruviana se trouve depuis le Costa Rica et le Panama et vers le sud par la zone andine jusqu'au nord-ouest de l'Argentine, dans un rang qu'oscille entre 2800 et 3900 m s. n. M.,.

## Noms communs
- Sauco (Pérou, Colombie, Bolivie)
- kiola (l'Argentine)
- r'ayan (quechua)[2],[3].

## Usages
Les fruits peuvent être la base de diverses préparations comme des confitures, boissons ou liqueurs,. Les feuilles, les fleurs et les fruits ont des propriétés médicinales; analgésique, anti-inflammatoire, antiseptique,. Le bois est dur et résistant. Il s'utilise pour la construction, fabrication d'outils et élaboration de quenas,.